# Zygia codonocalyx
Zygia codonocalyx är en ärtväxtart som beskrevs av Rupert Charles Barneby och James Walter Grimes. Zygia codonocalyx ingår i släktet Zygia och familjen ärtväxter. Inga underarter finns listade i Catalogue of Life.